# Tanemura Arina
Tanemura Arina (種村 有菜; 1978. március 12. –) egy japán mangaművész, főként sódzso mangákat készít. A középiskolában megnyert egy rajzversenyt, s ez indította el pályáján. Állítása szerint zene nélkül nem tud rajzolni, ezért több mint 200 CD-je van. Szeret sellőket és angyalokat – összefoglalva misztikus lényeket –, valamint titokzatos lányokat rajzolni. És bár rajzolt, nem rajong különösebben a fantasykért. A Sinsi Dómei Cross szerzésekor örült, hogy végre mágiamentes mangát készíthet. Ezeken kívül a rajongóit imádja a legjobban.
Az I*O*N-nal vált ismertté 1997-ben. Munkáit a japán Ribon magazinban és annak testvérlapjaiban publikálja.
Népszerű mangái között van a Kamikaze Kaitó Jeanne (1998–2000) és a Full Moon o Szagasite (2001–2004). Mindkettőt meganimálták, az előbbit 1999-ben, az utóbbit 2002-ben. 2001-ben adták ki a Time Stranger Kjokót, aminek az egyik rövid történetéből egy tizenöt perces OVA készült.
Tanemura 2008-ban fejezte be Sinsi Dómei Cross című sorozatát, ami a Ribonban 2004 szeptembere és 2008 júniusa között futott. Ezt követően kiadott 3 fejezetes történetének címe Zettai Kakuszei Tensi: Mistress Fortune. Az első fejezet rögtön a Sinsi Dómei Cross befejező része mellett, a Ribon 2008 júniusi számában jelent meg, az utolsó pedig az augusztusiban.
Legújabb munkája a Ribon 2009 januári számában indult útjának Szakura Hime Kaden címmel.

## Mangái
(1997) I·O·N (イ·オ·ン; Hepburn: I·O·N)
Angol cím: I.O.N (2008)
(1998) Kamikaze Kaitó Jeanne (神風怪盗ジャンヌ; Kamikaze Kaitó Dzsannu, ’Kamikaze Kaitou Jeanne’)
Angol cím: Phantom-Thief Jeanne (2005)
(1998) Kansakudama no Júcu (かんしゃく玉のゆううつ; Hepburn: Kanshakudama no Yūtsu)
Angol cím: Short-Tempered Melancholic (2008)
(2000) Taimu Szutorendzsá Kjóko (時空異邦人KYOKO(タイムストレンジャーキョーコ); Hepburn: Taimu Sutorenjā Kyōko)
Angol cím: Time Stranger Kyoko (2008)
(2001) Furu Mún o Szagasite (満月をさがして; Hepburn: Furu Mūn o Sagashite)
Angol cím: (Searching for the) Full Moon (2005)
(2004) Sinsi Dómei Cross (紳士同盟†; Sinsi Dómei Kuroszu, ’Shinshi Doumei Cross’)
Angol cím: The Gentlemen's Alliance Cross (2007)
(2008) Zettai Kakuszei Tensi ☆ Miszutoreszu Fócsun (絶対覚醒天使ミストレス☆フォーチュン; Hepburn: Zettai Kakusei Tenshi ☆ Misutoresu Fōchun)
Angol cím: Mistress Fortune (2011)
(2009) Szakura Hime Kaden (桜姫華伝; Hepburn: Sakura Hime Kaden)
Angol cím: Sakura Hime: The Legend of Princess Sakura (2011)

## Artbookjai
Tanemura Arina munkáihoz három művészeti albumot is megjelentetett a Shueisha kiadó. Minden ilyen album színes illusztrációkat tartalmaz Tanemura különböző munkáiból.
- Kamikaze Kaitó Jeanne-rajzkollekció - Tanemura Arina-gyűjtemény: Illusztrációk a Kamikaze Kaitó Jeanne-ból.
- Full Moon vo Szagasite-rajzkollekció - Tanemura Arina-gyűjtemény: Az illusztrációk ezúttal a Full Moon vo Szagasitéből, a Kamikaze Kaitó Jeanne-ból, a Time Stranger Kjokóból, a Kansaku Dama no Júcuból, az I*O*N-ból és a Ginnjú Meikából lettek összeválogatva.
- Sinsi Dómei Cross-rajzkollekció - Tanemura Arina-gyűjtemény: 2008 júniusában jelent meg.